# Gustav von Kries
 Carl Gustav von Kries (* 7. Juni 1815 in Osterwitt, bei Neuenburg, Kreis Marienwerder; † 13. Februar 1858 in Marienwerder) war ein deutscher Historiker und Politiker aus dem Adelsgeschlecht Kries.

## Leben
Kries war der Sohn des Gutsherren, Abgeordneten im Provinziallandtag der Provinz Preußen und Amtrats Nathanael Gottlob Kries. Der Vater wurde am 9. September 1840 in den Adelsstand erhoben. Die Mutter war Josephine geborene Matthias. Die Eltern hatten 13 Kinder. Der Bruder Theodor Albinus von Kries (1805–1868) wurde später Mitglied der I. preußischen Kammer und des Abgeordnetenhauses. Der Bruder Adolf von Kries (1808–1889) wurde später Mitglied des preußischen Abgeordnetenhauses. 
Kries erhielt bis zu seinem 13. Lebensjahr Unterricht durch Hauslehrer. 1821 bis 1831 besuchte er das Gymnasium zu Elbing und 1831 bis 1833 das Gymnasium von Marienwerder. Er studierte danach Mathematik, Naturwissenschaften, Philosophie, Geschichte und Politik an der Universität Breslau (1831 bis 1837) und Berlin (1837 bis 1839), wo er 1838 zum Dr. phil promoviert wurde. Die Promotionsschrift trug den Titel „De Gregorii Turonensis episcopi vita et scriptis“. 1839 bestand er die Prüfung für das höhere Lehramt und wurde im gleichen Jahr habilitiert und zum Privatdozenten in Breslau ernannt. 1844 wurde er dort außerordentlicher Professor für Staatswissenschaften. 1856 legte er die Professur nieder und zog nach Marienwerder.
1846 und 1849 war er jeweils mehrere Monate in England und nahm dort an Universitäten Lehraufgaben war. Während dieser Reisen kam Kries, der eigentlich evangelischer Konfession war, mit dem Irvingianismus in Verbindung. Während der Landtagssessionen war er zeitweise Diakon der Katholisch-apostolische Gemeinden in Berlin.

## Politik
1850 war er Mitglied im Volkshaus des Erfurter Unionsparlaments. 1850 bis 1852 war er Abgeordneter der II. preußischen Kammer.